# Gare de Liège-Saint-Lambert
Pour les articles homonymes, voir Gare de Saint-Lambert et Gare du Palais.
La gare de Liège-Saint-Lambert, anciennement gare de Liège-Palais (dite gare du Palais), est une gare ferroviaire belge de la ligne 34, de Liège à Hasselt, située près de la place Saint-Lambert et du Palais des Princes-Évêques, à proximité du centre-ville de la ville de Liège, capitale économique de la région wallonne et chef-lieu de la province de Liège.
Elle est mise en service en 1877 par les Chemins de fer de l'État belge. C'est une gare de la Société nationale des chemins de fer belges (SNCB), desservie par des trains InterCity (IC), Omnibus (L), d’Heure de pointe (P) ainsi que par les trains Suburbains (S) du RER liégeois.

## Situation ferroviaire

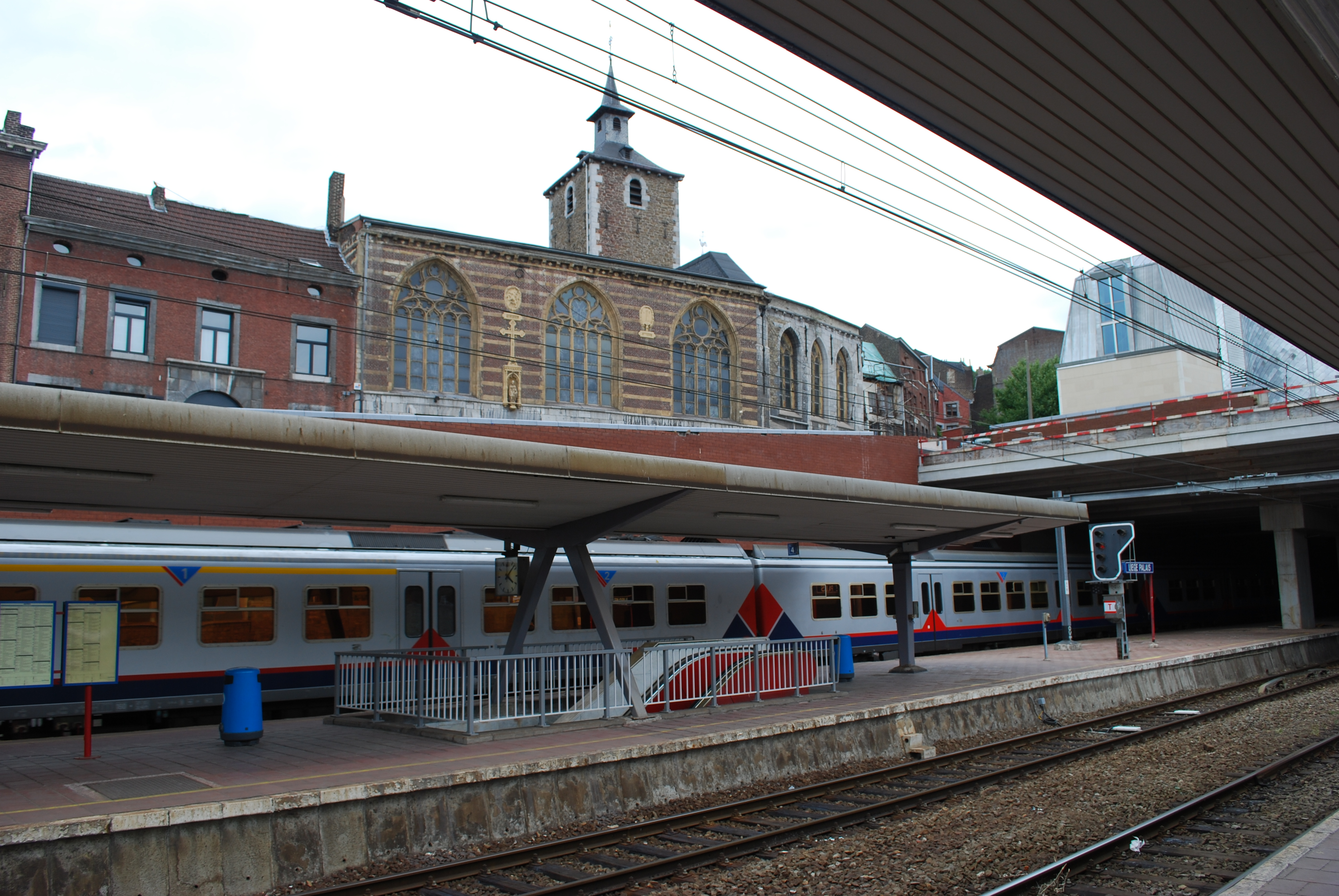
La gare semi-souterraine.

Établie à 79 mètres d'altitude, la gare de Liège-Saint-Lambert est située au point kilométrique (PK) 3,20 de la ligne 34, de Liège à Hasselt, entre les gares ouvertes de Liège-Carré et de Herstal.

## Histoire
Le projet définitif de la « station de Liège-Palais » est approuvé en 1867 par la ville de Liège. Dix années plus tard, le 1er septembre 1877, les nouvelles installations sont mises en service lors de l'ouverture à l'exploitation de ligne de ceinture qui passe par le nouveau tunnel sous Pierreuse pour aller rejoindre la gare de Liège-Guillemins. Il s'agit alors d'une gare provisoire en bois, briques et bitume.
La ville décide de remplacer la gare provisoire lors de la préparation de l'Exposition universelle de Liège. La nouvelle station de « style gothique archéologique » est dessinée par l'architecte Edmond Jamar en 1894.
En 1979, la gare de 1905 est détruite, dans le cadre d'un vaste projet de réaménagement de la place, pour laisser la place à une gare souterraine, avec une partie à ciel ouvert, mise en service en 1980. Le site est toujours en travaux et la gare dégradée et vandalisée, lorsqu'en 2007-2008 elle est rénovée pour un coût de 245 000 €.
La gare prend le nom de Liège Saint-Lambert en septembre 2018.
Durant tout l'été 2019, cette gare fut entièrement fermée au trafic des trains ; les trains à destination de Liers et Liège-Saint-Lambert étant limités à Liège-Guillemins, en raison de travaux importants entre Liège-Guillemins et Herstal qui ont nécessité la fermeture de cette section de ligne.

### La future gare
Elle fait actuellement l'objet de modifications d'après le plan d'investissement SNCB 2018-2022. Un nouveau bâtiment, beaucoup plus modeste que l'actuelle gare souterraine, est en cours de construction sur l'actuel parking « Cadran ». Des accès aux quais existants par escalators et ascenseurs seront créés. L'actuelle gare souterraine sera fermée, son affectation est encore inconnue. La mise en service du nouveau bâtiment voyageur est prévue pour la mi-2025.

## Service des voyageurs

### Accueil
Gare SNCB, elle dispose d'un bâtiment voyageurs, avec guichet, ouvert tous les jours jusqu’à ce que la SNCB décide le 1er février 2021 de sa fermeture partielle. Elle est équipée d'automates pour l'achat de titres de transport.

### Dessertes
Liège-Saint-Lambert est desservie par des trains InterCity (IC), Suburbains (S), Omnibus (L) et Heure de pointe (P) de la SNCB.

#### En semaine
Liège-Saint-Lambert possède sept dessertes régulières cadencées à l’heure :
- des trains IC-18 entre Liège-Saint-Lambert et Bruxelles-Midi via Huy, Namur et Gembloux dont deux sont prolongés depuis Tournai (le matin) et vers Tournai (l’après-midi) ;
- des trains IC-25 entre Liège-Saint-Lambert et Mons via Huy, Namur, Charleroi et La Louvière ;
- des trains S41 entre Hasselt et Verviers-Central ;
- des trains S42 entre Liers et Flémalle-Haute via Ougrée et Seraing, au rythme de deux par heure ;
- des trains L entre Liers et Marloie (certains sont prolongés vers Rochefort-Jemelle et un unique train P de Liège-Saint-Lambert à Rochefort-Jemelle s’ajoute l’après-midi).

#### Week-ends et jours fériés
La desserte comprend six trains réguliers cadencés à l'heure (sauf les trains vers Marloie et le Luxembourg) :
- des trains IC-09 entre Anvers-Central et Liège-Guillemins via Hasselt ;
- des trains IC-25 entre Liers et Mouscron via Huy, Namur, Charleroi, Mons et Tournai ;
- des trains IC-33 entre Liers et Luxembourg (toutes les deux heures) ;
- des trains S41 entre Herstal et Verviers-Central ;
- des trains S42 entre Liers et Flémalle-Haute ;
- des trains L entre Liers et Marloie (toutes les deux heures).

Le dimanche soir, en période scolaire, un unique train P relie Arlon à Liège-Saint-Lambert.

### Intermodalité
Un parking pour les véhicules y est aménagé.
Non loin de là, à l'extrémité gauche de la place Saint-Lambert en venant de la gare ferroviaire, la gare Léopold est le point de départ de plusieurs lignes d'autobus du TEC Liège-Verviers.

## Comptage voyageurs
Ce graphique et tableau montre le nombre de voyageurs embarquant en moyenne durant la semaine, le samedi et le dimanche.
| Nombre de passagers qui embarquent à la gare de Liège Saint-Lambert | Nombre de passagers qui embarquent à la gare de Liège Saint-Lambert | Nombre de passagers qui embarquent à la gare de Liège Saint-Lambert | Nombre de passagers qui embarquent à la gare de Liège Saint-Lambert |
|                                                                     | Semaine                                                             | Samedi                                                              | Dimanche                                                            |
| ------------------------------------------------------------------- | ------------------------------------------------------------------- | ------------------------------------------------------------------- | ------------------------------------------------------------------- |
| 1977                                                                | 1 381                                                               | 326                                                                 | 168                                                                 |
| 1978                                                                | 1 333                                                               | 259                                                                 | 153                                                                 |
| 1979                                                                | 1 381                                                               | 292                                                                 | 186                                                                 |
| 1980                                                                | 1 304                                                               | 240                                                                 | 213                                                                 |
| 1981                                                                | 1 325                                                               | 270                                                                 | 222                                                                 |
| 1982                                                                | 1 366                                                               | 322                                                                 | 215                                                                 |
| 1983                                                                | 1 538                                                               | 305                                                                 | 195                                                                 |
| 1984                                                                | 1 307                                                               | 353                                                                 | 268                                                                 |
| 1985                                                                | 1 568                                                               | 432                                                                 | 376                                                                 |
| 1986                                                                | 1 280                                                               | 424                                                                 | 318                                                                 |
| 1987                                                                | 1 396                                                               | 501                                                                 | 426                                                                 |
| 1988                                                                | 1 659                                                               | 531                                                                 | 469                                                                 |
| 1989                                                                | 1 563                                                               | 416                                                                 | 336                                                                 |
| 1990                                                                | 1 281                                                               | 508                                                                 | 367                                                                 |
| 1991                                                                | 1 664                                                               | 569                                                                 | 399                                                                 |
| 1992                                                                | 1 710                                                               | 610                                                                 | 420                                                                 |
| 1993                                                                | 2 119                                                               | 609                                                                 | 427                                                                 |
| 1994                                                                | 1 459                                                               | 518                                                                 | 434                                                                 |
| 1995                                                                | 1 835                                                               | 572                                                                 | 393                                                                 |
| 1996                                                                | 1 876                                                               | 681                                                                 | 468                                                                 |
| 1997                                                                | 2 117                                                               | 739                                                                 | 633                                                                 |
| 1998                                                                | 3 425                                                               | 1 104                                                               | 765                                                                 |
| 1999                                                                | 1 774                                                               | 616                                                                 | 443                                                                 |
| 2000                                                                | 3 422                                                               | 1 302                                                               | 778                                                                 |
| 2001                                                                | 1 865                                                               | 700                                                                 | 504                                                                 |
| 2002                                                                | 2 179                                                               | 757                                                                 | 554                                                                 |
| 2003                                                                | 2 067                                                               | 829                                                                 | 605                                                                 |
| 2004                                                                | 2 197                                                               | 1 018                                                               | 669                                                                 |
| 2005                                                                | 2 468                                                               | 1 066                                                               | 568                                                                 |
| 2006                                                                | 2 740                                                               | 1 013                                                               | 765                                                                 |
| 2007                                                                | 2 927                                                               | 1 190                                                               | 932                                                                 |
| 2008                                                                | -                                                                   | -                                                                   | -                                                                   |
| 2009                                                                | 3 372                                                               | 1 500                                                               | 813                                                                 |
| 2010                                                                | -                                                                   | -                                                                   | -                                                                   |
| 2011                                                                | -                                                                   | -                                                                   | -                                                                   |
| 2012                                                                | 3 537                                                               | 1 622                                                               | 1 126                                                               |
| 2013                                                                | 3 395                                                               | 1 341                                                               | 1 037                                                               |
| 2014                                                                | 3 704                                                               | 1 600                                                               | 1 129                                                               |
| 2015                                                                | 3 451                                                               | 1 441                                                               | 1 004                                                               |
| 2016                                                                | 2 983                                                               | 1 573                                                               | 1 318                                                               |
| 2017                                                                | 2 770                                                               | 1 537                                                               | 1 295                                                               |
| 2018                                                                | 3 035                                                               | 1 513                                                               | 1 039                                                               |
| 2019                                                                | 2 840                                                               | 1 463                                                               | 1 109                                                               |
| 2020                                                                | 1 843                                                               | 974                                                                 | 794                                                                 |
| 2021                                                                | -                                                                   | -                                                                   | -                                                                   |
| 2022                                                                | 2 314                                                               | 1 100                                                               | 795                                                                 |
| 2023                                                                | 2 999                                                               | 1 150                                                               | 859                                                                 |
| 2024                                                                | 3 206                                                               | 1 393                                                               | 1 027                                                               |

## Galerie de photographies

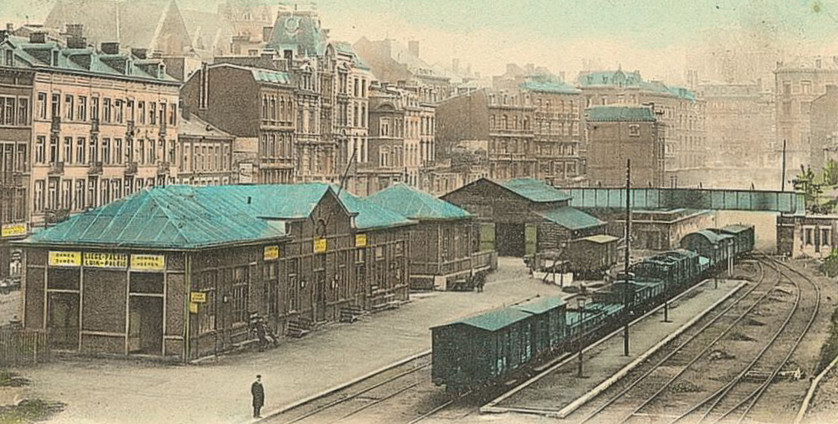
Gare provisoire.
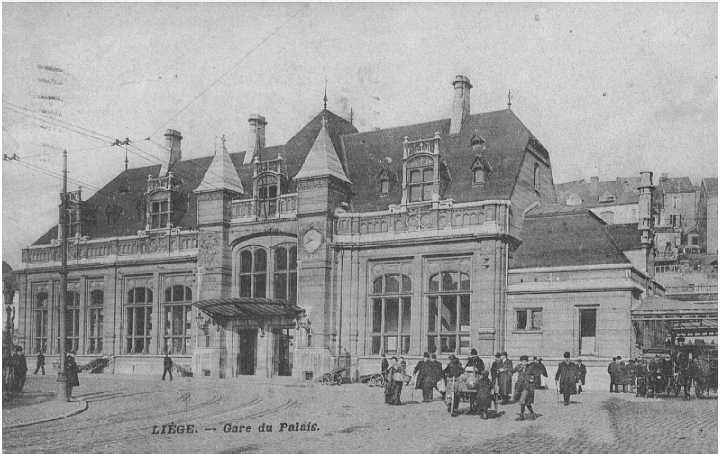
Gare de 1904.
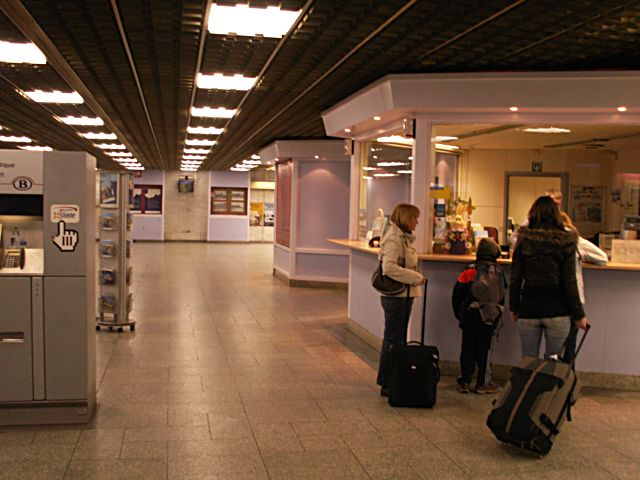
Guichet gare souterraine en 2007.
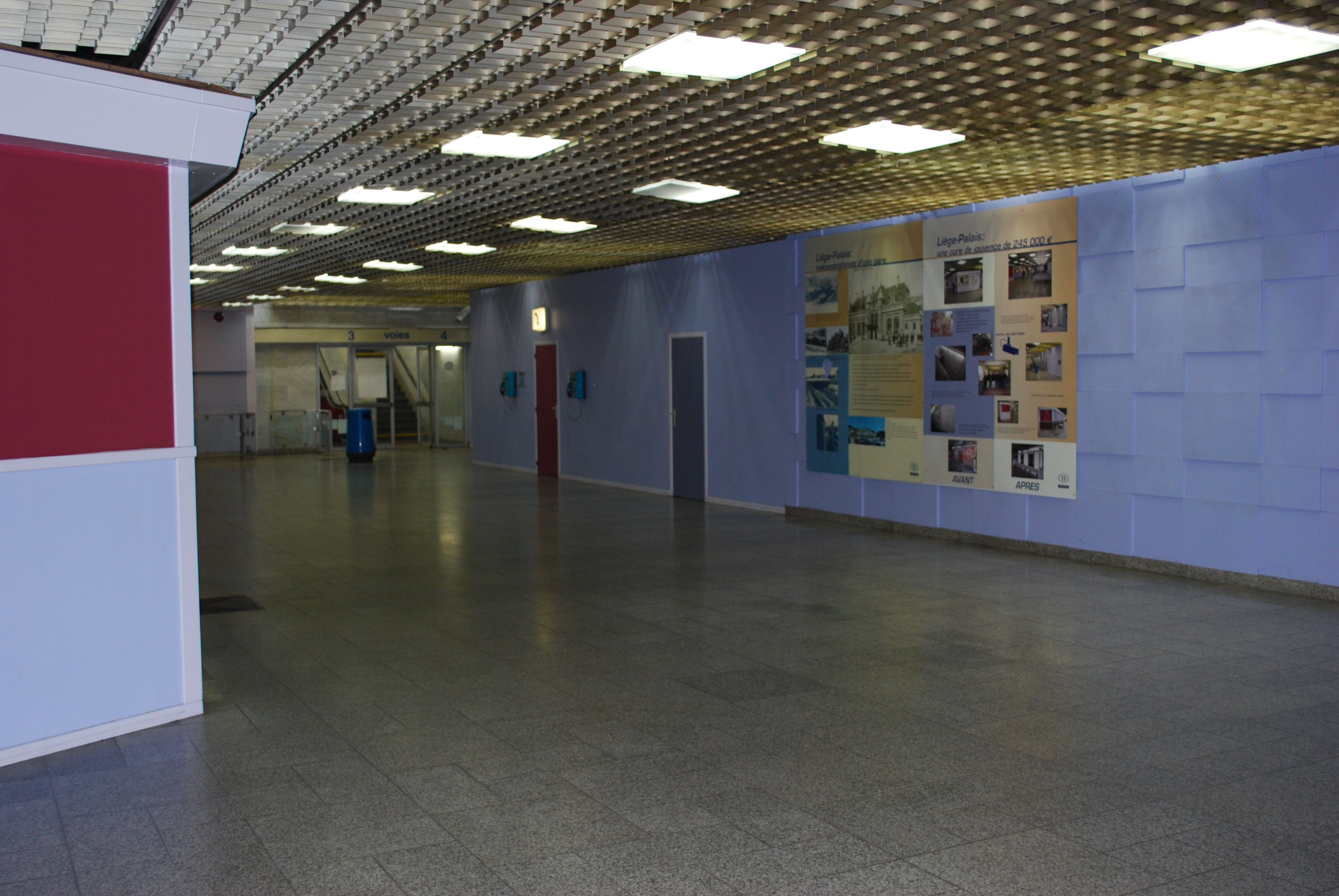
Entrée rénovée, en 2010.

## Projet
Le projet d'ensemble du quartier et celui d'une nouvelle gare est plusieurs fois repoussé, l'échéance en 2011 est fixée au plus tôt en 2015.